# Ковелін
Ковелі́н, або мі́дне інди́го, або ковелі́т (рос. ковеллин; англ. covellite, covelline, covellinite, indigo copper; нім. Covellin m, Kupferindigo m) — мінерал класу сульфідів, сульфід міді, сірчистий різновид мінерального виду ковелін — клокманіт.

## Етимологія
Вперше описаний у 1827 році італійським мінералогом Нікколо Ковеллі (1790–1829) за зразками, знайденими неподалік від вулкана Везувія. Названий на його честь у 1832 році французьким геологом і мінералогом Франсуа С. Бьоданом. Припущення щодо того, що різновид мідної руди, названий «синім мідним склом» (нім. Blaues Kupferglas), знайдений в шахті поблизу Зангерхаузена, може бути новим мінеральним видом між халькопіритом та халькозином, висловлював Йоганн Карл Фраєслебен у 1815 році.

## Опис

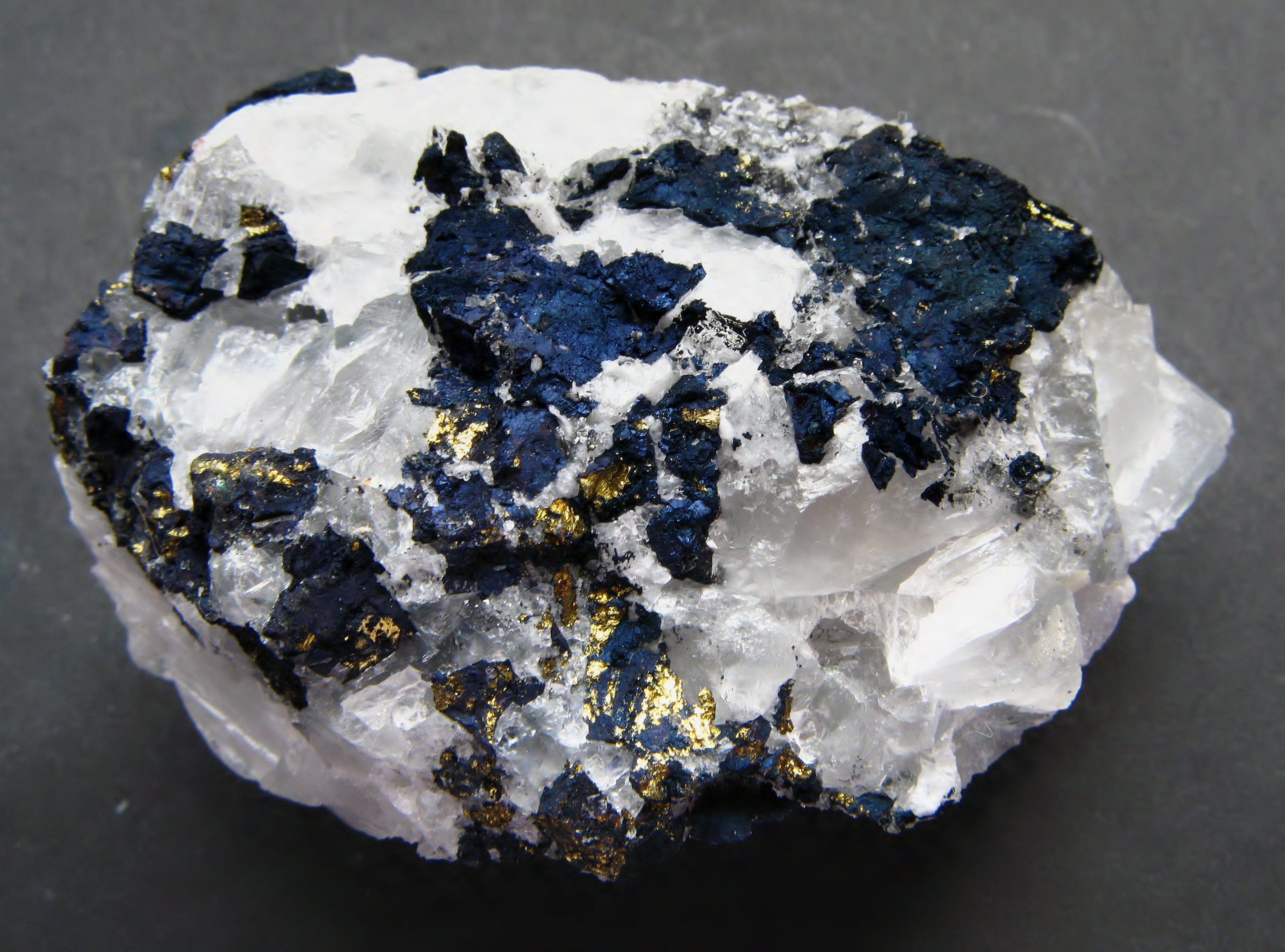
Ковелін зі Шварцвальду (Німеччина)

Формула CuS або Cu2CuS3 (Cu2SCuS2). За Є. Лазаренко містить (%): Cu — 66,48; S — 32,52. Домішки — Fe, Se, Ag, Pb.
Кристалізується в гексагональної сингонії. Вид симетрії дигексагонально-біпірамідальний.
Зазвичай спостерігається у вигляді тонких прожилків, примазок та порошкуватих і сажистих мас. Кристали трапляються рідко і мають пластинчастий габітус з розвитком пінакоїда {0001} і пірамідальних граней {1011}. Інколи ковелін утворює епітаксичні зростання з піритом або сфалеритом.
Колір ковеліну індигово-синій, темно-синій. Колір риси сірий до чорного. Блиск напівметалічний, матовий. Непрозорий. Спайність досконала. Твердість 1,5-2,5. Крихкий. Питома вага 4,6-4,7. У тонких листочках гнучкий. Оптичні властивості: одноосьовий, позитивний, дисперсія сильна. Сильно анізотропний.

## Утворення і родовища
Ковелін є типовим екзогенним мінералом зони вторинного збагачення мідних сульфідних родовищ, де утворюється за рахунок метасоматичного заміщення інших сульфідів. Розвивається метасоматичним шляхом по сульфідам міді: халькопіриту, борніту, халькозину. У деяких місцях (родовища Б'ютт, США) ковелін відомий як гідротермальне утворення.
Самостійних родовищ не утворює. У великих масах був знайдений в Новій Зеландії. Зустрічається в Італії, Німеччині, Сербії, Чилі, США (Колорадо, Монтана). У незначних кількостях кількостях він наявний майже у всіх родовищах міді. Великі кристали і кристалічні групи ковеліну знайдені у руднику Калабона в Сардинії і родовищі Б'ютт у Монтані, США.

## Практичне значення
Разом з іншими сульфідами міді, особливо з халькозином, ковелін розробляється як мідна руда. Цей мінерал є природним надпровідником. Крім того, непрозорі кристали з яскравим блиском роблять його привабливим для колекціонування.
Основний метод збагачення — флотація. В лабораторних умовах ковелін можна отримати за допомогою анаеробних бактерій.